# Longtown (Oklahoma)
Pour les articles homonymes, voir Longtown.
Longtown est une census-designated place du comté de Pittsburg, dans l'État d'Oklahoma, aux États-Unis,. En 2020, elle compte une population de 2 659 habitants.